# 90min
90min é uma plataforma digital de notícias sobre futebol, fundada em 2011 por empreendedores Israelenses, incluindo Asaf Peled, Yuval Larom e Gilad Beiman. Antes de 90min, Peled trabalhou para Cisco Systems por quatro anos. Inicialmente lançado como FTBpro.com, o site evoluiu para se tornar parte da Minute Media e hoje oferece conteúdo gerado por usuários, seguindo os princípios do jornalismo cidadão. Sua sede está localizada em Londres, no Reino Unido, e sua cobertura é global, com versões em vários idiomas, incluindo o português. O site fornece informações sobre diversas ligas de futebol.